# Malungon
Malungon é um município de  primeira classe de renda municipal (d) na província Sarangani, nas Filipinas. De acordo com o censo de 1 de maio  de  2020 possui uma população de 105 465 pessoas e 25 809 domicílios.